# نادي زانثي
نادي كسانثي لكرة القدم (باليونانية: Α.Ο. Ξάνθη Π.Α.Ε.)‏ نادي كرة قدم يوناني محترف يقع مقره في كسانثي في تراقيا الغربية. يتنافس النادي في دوري الدرجة الثانية ويلعب في ملعب كسانثي.
تأسس نادي كسانثي في عام 1967، وهي نادي مهيئ بشكل جيد من خلال الدعم المالي وإعداد الشباب. شارك كسانثي في الدوري الأوروبي في مواسم 2001–02، و2005–06، و2006–07، و2013–14. احتل كسانثي المركز الرابع في الدوري اليوناني لكرة القدم في موسم 2004-05، ويعتبر هذا المركز هو أفضل مركز للنادي على الإطلاق.
كان ظهور كسانثي الأول في دوري اليوناني في عام 1989، وظل النادي في يشارك في الدوري اليوناني حتى هبوطه في عام 2020.

## التاريخ
تأسس النادي عام 1967 من اندماج ناديين محليين وهما: اسبيدا كسانثي الذي تأسس في عام 1922، وكان النادي الأكثر شعبية في المنطقة. أصبح النادي اسبيدا في عام 1961 بطلًا الدوري الشمالي من الدوري اليوناني لكرة القدم، ونادي أورفيز زانثي الذي تأسس في عام 1903، والذي كان برجوازية المدينة من عامي 1957 إلى 1964، تنافس أورفيز في المجموعة الشمالية من الدوري اليوناني لكرة القدم (الذي لعب علي 3 مجموعات). كان ديربي الفريقين الأكثر تميزًا، حيث قسمت المدينة إلى قسمين في كل مباراة.
أثناء وجود المجلس العسكري اليوناني في الحكومة في يونيو 1967، عُملت بعض التحركات في كسانثي لإنشاء فريق من شأنه توحيد الناديين. وأعيد أيضًا تنظيم البطولات الوطنية. عززت الرياضة في المنطقة في ذلك الوقت، كما أيضًا عززت أيضًا في أجزاء أخرى من البلاد، وفي نفس الوقت شارك نادي كاسنثي (من بين الأندية الأخرى) مباشرة في دوري الدرجة الثانية. ومنذ وقت ليس ببعيد من عامي 1967 إلي عام 1985، بقي النادي في الدرجة الثانية ، مع كل إعادة الهيكلة التي عانى منها الفصل واستفادت في السنوات الأولى. كانت الصعوبات كبيرة، وكانت الإيرادات قليلة، لكن ملعب كاسنثي ممتلئًا دائمًا. الطقم الأساسي لنادي كسانثي، الجديد اللون النأحمر، الذي أكتسب ألوانه من لوني الأصفر والأسود من نادي أورفيز زانثي وظلال نادي أسبيدا كسانثي، حيث انضم النادي الجديد إلى المدينة ووحدها لسنوات عديدة كانت تلك السنوات مختلفة وصعبة لكنها جميلة. برغم من عدم وجود وفرة من الصور، لكن الخيال كان منتشرًا، حيث وصف أن لاعبي كرة القدم حول إلي «وحوش مقدسة» لهذه الرياضة. كان هذا ينطبق على جميع الفرق. أقضي نادي كاسنثي 18 عامًا يبقى في ملاعب الدرجة الثانية. في هذا الإطار الزمني، أكمل النادي موسم كرة القدم تحت المركز العاشر في معظم المواسم، بينما وصل فقط في موسم 1969-1970 إلي المركز السابع، وفي موسم 1974-75 إلي المركز التاسع. عندما كانوا يعملوا علي الصعود إلي دوري الدرحة الأولي، انتهى موسم 1982-83 في المركز الخامس، وحصد النادي في الموسم التالي المركز الرابع. هبط النادي إلي دوري القسم الثالث في موسم 1984-1985.

## الملعب
ترك الفريق ملعبهم القديم، والذي كان يُسمى ملعب أرض زانثي، ويقع بالقرب من وسط المدينة، ويتسع لحوالي 9,500 متفرج، وانتقلوا للعب في ملعب زانثي لكرة القدم في عام 2004، ويقع الملعب على بعد 8 كيلومترات خارج المدينة بالقرب من قرية بيغاديا، وتبلغ سعته ويتسع لحوالي 7,240 متفرج، ولكن به 3 مدرجات فقط. عندما يُبنى الجناح النهائي سيتع الملعب لحوالي 9,000 متفرج. يقع الملعب في نفس مكان المركز الرياضي لنادي تراسيان. يضم المركز الرياضي سبعة ملاعب، بالإضافة إلى فندق «لو شاليه»، تكلف بناء الملعب حوالي 6,500,000 يورو. جرت المباراة الأولى على الملعب في 18 سبتمبر 2004، وفاز حينها زانثي بنتيجة 3-1 على أريس تسالونيكي في المباراة الأولى من الدوري اليوناني موسم 2004–05، وافتُتِح الملعب رسميَّا من قبل الأسطورة البرازيلية بيليه في 12 مايو 2005. في 16 يناير 2005 وقبل المباراة مع أيونيان أحد مشجعي زانثي، توفى ستاماتيس جورجوداكيس، ومنذ ذلك الحين سُمِّيَت البوابة B-C على اسمه. لُعبت مباراة تذكارية مع باناثينايكوس في 20 يناير 2007، وبحضور 6,642 متفرجًا. وفي صيف عام 2016 تغير اسم الملعب إلى ملعب زانثي.

### المرافق
بجوار ملعب زانثي يوجد المركز الرياضي للنادي، والذي يحتوي بالإضافة إلى الملعبين على جميع المساحات اللازمة للمدربين واللاعبين والموظفين للعمل في مجالهم. في منطقة ضخمة مجاورة تقريبًا للملعب يقع في المركز الرياضي في زانثي مع وجود فندق لو شاليه، فندق دُمِّر بالكامل في 7 مارس 2003 بحريق، لم يكن القلة الذين أيدوا أن كريستوس بانوبولوس سيترك كل شيء وسيكون بعيدًا عن الفريق خصوصًا وعن كرة القدم عمومًا، ولكن لم يحدث ذلك حتى يومنا هذا. فندق لو شاليه المطل على 7 ملاعب كرة قدم وحمام السباحة وبار المسبح وملعب كرة سلة وملعب تنس وغرف تغيير الملابس به جميع المواصفات لإعداد رياضي ممتاز لفريق زانثي وجميع أقسام أكاديميته والعديد من الأندية الأخرى التي فضلت مركز زانثي الرياضي للتحضير قبل بداية الموسم. في عام 2017 كان من المميز أيضًا أن مدرب المنتخب اليوناني مايكل سكيبه في واحدة من تصريحاته الأولى بعد تعيينه مدرب، أشار إلى مركز زانثي الرياضي بأفضل الكلمات.